# Señorío de Rostock
El señorío, o principado, de Rostock  (en alemán: Herrschaft (Fürstentum) Rostock) fue uno de los estados del Sacro Imperio Romano Germánico en los siglos XIII y principios del XIV. Surgió de la primera partición de Mecklenburgo después de la muerte de Enrique Borwin II en 1227. Era un pequeño principado localizado a orillas del mar Báltico, nombrado por el castillo y asentamiento de Rostock, su capital, y que gobernó los territorios de Kessin, Kröpelin, Doberan, Ribnitz, Marlow, Sülze y Tessin  en el moderno estado alemán de Mecklemburgo-Pomerania Occidental. Más tarde, en 1236, Gnoien y Kalen se agregaron al territorio del señorío.
El primer señor o príncipe (Fürst) de Rostock fue Enrique Borwin III de la casa de Mecklemburgo (Obodritas); el último fue su nieto Nicolás I el Niño (das Kind).
Después de algunos intentos fallidos por parte de otros dos señores de Mecklemburgo, Werle y Mecklemburgo, para tomar el control de Rostock, Nicolás I, colocó a Rostock bajo la protección y el señorío de Erico VI, rey de Dinamarca. Sin embargo, después de una defensa exitosa, Dinamarca se convirtió en el dueño  de facto de Rostock. Ya en 1311 Enrique II de Mecklemburgo intentó volver a tomar la ciudad de Rostock y lo logró el 15 de diciembre de 1312.
En 1314, Nicolás de Rostock murió sin poder y sin un heredero varón. En 1312, la ciudad de Rostock ya veía a Enrique II como un representante del rey danés. Después de una guerra más, Enrique II conquistó Rostock y consiguió la paz con el rey danés Cristóbal II el 21 de mayo de 1323. Recibió los señoríos de Rostock, Gnoien y Schwaan como feudos hereditarios de Dinamarca y, con ello, el señorío de Rostock dejó de existir como entidad independiente.